# Brachypelma auratum
Brachypelma auratum са вид едри паякообразни от семейство Тарантули (Theraphosidae). Разпространени са в югозападните райони на Мексико. В миналото са разглеждани като подвид на мексиканската червеноколенеста тарантула (B. smithi), която силно наподобява на външен вид.